# Adaloald
Adaloald (602 – 626) var en langobardisk konge af Italien der regerede fra 616 til 626. Han var søn og arving til den tidligere konge Agilulf og hans katolske kone Theodelinda. Han havde en søster Gundiberga. Adaloald blev døbt kort efter hans fødsel i 602. Efter hans fars vilje blev han mens han stadig var barn medkonge under hans regentperiode. Da hans far døde blev han enekonge, men da han stadig kun var seksten reagerede han under hans mors supervision.
Adaloald blev skør og mistede opbakningen fra adelen. Han blev afsat i 626 af sin søsters mand Arioald. Adaloald døde kort efter under mystiske omstændigheder i den Byzantinske by Ravenna.